# Добра (Лобезький повіт)
Добра (пол. Dobra, нім. Daber)) — місто в північно-західній Польщі в районі Західнопоморських озер.
На 31 березня 2014 року, у місті було 2355 жителів.

## Демографія
Демографічна структура станом на 31 березня 2011 року:
|          | Загалом | Допрацездатний вік | Працездатний вік | Постпрацездатний вік |
| -------- | ------- | ------------------ | ---------------- | -------------------- |
| Чоловіки | 1163    | 231                | 843              | 89                   |
| Жінки    | 1205    | 220                | 705              | 280                  |
| Разом    | 2368    | 451                | 1548             | 369                  |